# Афанасий Матющенко
Афанасий Николаевич Матюшенко (на руски: Афана́сий Никола́евич Матюшенко; на украински: Пана́с Микола́йович Матюшенко) е руски моряк и анархо-синдикалист.

## Живот
Матюшенко е роден през 1879 г. в Дерхачи, Украйна, което по това време е село. Той е син на обущар, който става алкохолик след гладомора през 1891 г. Афанасий посещава църковно училище и е приятел с писателя и музикант Гнат Хоткевич от детството си. Първоначално намира работа на железопътната линия в Харков, след това на параход в Одеса, който го отвежда чак до Владивосток. През 1898 г. става докер в Ростов на Дон, където се присъединява към марксистки кръг, воден от бъдещия болшевик Владимир Петров. През март 1902 г. се записва за матрос на кораба „Княз Потьомкин“ в Николаев и е повишен в квартирмейстер на 1 януари 1905 г. Присъединява се към революционната моряшка организация „Централка“.
По време на революцията от 1905 г. той ръководи въстанието на броненосеца „Потьомкин“ от 14 до 25 юни и е замесен в разстрела на капитан Голиков и капитана на фрегатата Иполит Гиляровски. След бягството на кораба до Констанца, Румъния, той прекарва следващите две години в изгнание, първо в Румъния и Швейцария. След осеммесечен престой в САЩ, където работи за компанията „Сингер“, се премества в Париж, където се присъединява към анархо-синдикалистите. В изгнание поддържа контакти с Владимир Ленин, Кристиан Раковски, Владимир Посе, Максим Горки, Георги Гапон, Борис Савинков и други революционери. През юни 1907 г. Матющенко се завръща в Русия под фалшиво име. Арестуван е в Николаев, съден в Севастопол и обесен на 2 ноември 1907 г.
Част от северния бряг на Севастополския залив е кръстена на Матюшенко.